# Franco Colturi
Franco Colturi (ur. 26 sierpnia 1970 w Bormio) – włoski narciarz alpejski.

## Kariera
Po raz pierwszy na arenie międzynarodowej Franco Colturi pojawił się w 1988 roku, kiedy wystąpił na mistrzostwach świata juniorów w Madonna di Campiglio. W swoim jedynym starcie zajął tam szóste miejsce w zjeździe. Na rozgrywanych rok później mistrzostwach świata juniorów w Aleyska był szósty w tej samej konkurencji, a w gigancie zajął dwunaste miejsce. W zawodach Pucharu Świata zadebiutował w sezonie 1991/1992. Pierwsze pucharowe punkty wywalczył 11 stycznia 1992 roku w Garmisch-Partenkirchen, gdzie zajął 22. miejsce w zjeździe. Później punktował jeszcze dwa razy: sześć dni później w Kitzbühel był dziewiąty, a 25 stycznia 1992 roku w Wengen zajął siedemnaste miejsce w biegu zjazdowym. Sezon zakończył na 90. miejscu w klasyfikacji generalnej oraz 32. miejscu klasyfikacji zjazdu. Był to jedyny sezon, w którym zdobywał punkty.
Nigdy nie wystartował na mistrzostwach świata. Wystąpił za to na rozgrywanych w 1992 roku igrzyskach olimpijskich w Albertville, gdzie jego najlepszym wynikiem było dziesiąte miejsce w zjeździe. Wystąpił tam również w kombinacji, której po zjeździe zajmował trzecie miejsce, tracąc do prowadzącego Norwega Jana Einara Thorsena 0,68 sekundy. W slalomie do kombinacji uzyskał jednak najsłabszy czas i ostatecznie zawody zakończył na 31. pozycji. Nie zdobył żadnego medalu na mistrzostwach Włoch.
Jego brat, Luigi Colturi, również uprawiał narciarstwo alpejskie.

## Osiągnięcia

### Igrzyska olimpijskie
| Miejsce | Dzień     | Rok  | Miejscowość | Konkurencja | Czas biegu  | Strata      | Zwycięzca       |
| ------- | --------- | ---- | ----------- | ----------- | ----------- | ----------- | --------------- |
| 10.     | 9 lutego  | 1992 | Albertville | Zjazd       | 1:50,37 min | +1,70 s     | Patrick Ortlieb |
| 31.     | 11 lutego | 1992 | Albertville | Kombinacja  | 14,58 pkt   | +162,11 pkt | Josef Polig     |

### Mistrzostwa świata juniorów
| Miejsce | Dzień       | Rok  | Miejscowość          | Konkurencja | Czas biegu  | Strata  | Zwycięzca           |
| ------- | ----------- | ---- | -------------------- | ----------- | ----------- | ------- | ------------------- |
| 14.     | 27 stycznia | 1988 | Madonna di Campiglio | Zjazd       | 1:33,15 min | +1,69 s | Kaspar Gilgenrainer |
| 6.      | 5 kwietnia  | 1989 | Aleyska              | Zjazd       | 1:28,93 min | +0,45 s | Ed Podivinsky       |
| 12.     | 6 kwietnia  | 1989 | Aleyska              | Supergigant | 1:17,59 min | +2,02 s | Tommy Moe           |

### Puchar Świata

#### Miejsca w klasyfikacji generalnej
- sezon 1991/1992: 90.

#### Miejsca na podium w zawodach
Colturi nigdy nie stanął na podium zawodów PŚ.